# Apogonia paramaura
Apogonia paramaura är en skalbaggsart som beskrevs av Moser 1913. Apogonia paramaura ingår i släktet Apogonia och familjen Melolonthidae. Inga underarter finns listade i Catalogue of Life.